# Episodi di X-Files (sesta stagione)
La sesta stagione della serie televisiva X-Files è andata in onda negli Stati Uniti su FOX dall'8 novembre 1998 al 16 maggio 1999.
In Italia è stata trasmessa dal 21 marzo 1999 al 2 aprile 2000. Nella sua prima trasmissione italiana non è stato seguito l'ordine cronologico originale degli episodi: il 18º è stato accorpato alla stagione successiva.
| nº | Titolo originale               | Titolo italiano     | Prima TV USA     | Prima TV Italia |
| -- | ------------------------------ | ------------------- | ---------------- | --------------- |
| 1  | The Beginning                  | Il principio        | 8 novembre 1998  | 21 marzo 1999   |
| 2  | Drive                          | La corsa            | 15 novembre 1998 | 11 aprile 1999  |
| 3  | Triangle                       | Triangolo           | 22 novembre 1998 | 18 aprile 1999  |
| 4  | Dreamland                      | Area 51 I           | 29 novembre 1998 | 30 maggio 1999  |
| 5  | Dreamland II                   | Area 51 II          | 6 dicembre 1998  | 30 maggio 1999  |
| 6  | How The Ghosts Stole Christmas | Fantasmi            | 13 dicembre 1998 | 13 giugno 1999  |
| 7  | Terms of Endearment            | Ecografie           | 3 gennaio 1999   | 6 giugno 1999   |
| 8  | The Rain King                  | Il re della pioggia | 10 gennaio 1999  | 6 giugno 1999   |
| 9  | S.R. 819                       | S.R. 819            | 17 gennaio 1999  | 13 giugno 1999  |
| 10 | Tithonus                       | Vita eterna         | 24 gennaio 1999  | 20 giugno 1999  |
| 11 | Two Fathers                    | Due padri           | 7 febbraio 1999  | 5 marzo 2000    |
| 12 | One Son                        | Un figlio           | 14 febbraio 1999 | 5 marzo 2000    |
| 13 | Agua Mala                      | Agua mala           | 21 febbraio 1999 | 12 marzo 2000   |
| 14 | Monday                         | Lunedì              | 28 febbraio 1999 | 12 marzo 2000   |
| 15 | Arcadia                        | Arcadia             | 7 marzo 1999     | 20 giugno 1999  |
| 16 | Alpha                          | Alpha               | 28 marzo 1999    | 19 marzo 2000   |
| 17 | Trevor                         | Trevor              | 11 aprile 1999   | 19 marzo 2000   |
| 18 | Milagro                        | Milagro             | 18 aprile 1999   | 16 aprile 2000  |
| 19 | The Unnatural                  | L'innaturale        | 25 aprile 1999   | 26 marzo 2000   |
| 20 | Three of a Kind                | Tris                | 2 maggio 1999    | 26 marzo 2000   |
| 21 | Field Trip                     | Allucinazioni       | 9 maggio 1999    | 2 aprile 2000   |
| 22 | Biogenesis                     | Biogenesi           | 16 maggio 1999   | 2 aprile 2000   |

## Il principio
- Titolo originale: The Beginning
- Diretto da: Kim Manners
- Scritto da: Chris Carter

### Trama
In Arizona un uomo muore dopo che dal suo petto esce una strana creatura, che uccide anche un suo collega. Mulder è convocato da una commissione interna per validare i fatti narrati nel film "X-Files", nonché per mostrare come intende recuperare i dati andati persi nell'incendio del suo ufficio. La commissione non crede a Mulder ma consegna gli X-Files agli agenti Jeffrey Spender e Diana Fowley.
Il Consorzio, per provare a catturare la creatura, si avvale dell'aiuto di Gibson, il bambino capace di leggere la mente. Scully e Mulder accorrono in Arizona, ma il caso è rilevato da Spender e Fowley. Mulder si introduce in una centrale nucleare dove sembra si nasconda il mostro. Questo uccide un membro del Consorzio ma risparmia Gibson. L'intromissione nel caso costa a Mulder e a Scully il definitivo sollevamento dagli X-Files.
- Altri interpreti: Mitch Pileggi (Walter Skinner), James Pickens, Jr. (Alvin Kersh), William B. Davis (L'Uomo che fuma), Chris Owens (Jeffrey Spender), Mimi Rogers (Diana Fowley), Jeff Gulka (Gibson Praise), Don S. Williams (Primo Anziano), George Murdock (Secondo Anziano), Wayne Alexander (G. Arnold), Wendie Malick (Vicedirettore Maslin), Arthur Taxier (Vicedirettore Bart), Scott Eberlein (Uomo coi capelli neri).
- Note: Il dipendente pigro della centrale nucleare (che viene chiamato Homer nella versione italiana) è un chiaro omaggio a Homer Simpson. Nello stesso periodo, un episodio dei Simpson coinvolgeva gli agenti Mulder e Scully (Springfield Files)

## La corsa
- Titolo originale: Drive
- Diretto da: Rob Bowman
- Scritto da: Vince Gilligan

### Trama
Mentre Mulder viene intrappolato in una macchina da un uomo apparentemente squilibrato, Scully cerca di determinare se l'uomo sia affetto da una malattia mortale e di capire se Mulder possa diventare la prossima vittima di un virus creato dal governo.
- Altri interpreti: Bryan Cranston (Patrick Crump), Janine Venable (Vicky Crump), Junior Brown (Virgil Nokes), Michael O'Neill (Capitano di pattuglia), James Pickens, Jr. (Alvin Kersh).

## Triangolo
- Titolo originale: Triangle
- Diretto da: Chris Carter
- Scritto da: Chris Carter

### Trama
Mulder va alla ricerca di una nave scomparsa nel Triangolo delle Bermuda nel 1939 e che ora è misteriosamente riapparsa. Ma quando sale a bordo scopre che lui, l'equipaggio e i passeggeri, alcuni dei quali hanno qualcosa di stranamente familiare, sono ancora bloccati nel passato. Per non modificare il continuum spazio temporale e modificare quindi la storia, Mulder è costretto a mediare fra l'equipaggio e la divisione nazista che ha preso possesso della nave.
- Altri interpreti: Gillian Anderson (Dana Scully/Donna dei servizi segreti), Mitch Pileggi (Walter Skinner/Ufficiale nazista), William B. Davis (L'Uomo che fuma/Ufficiale nazista), Chris Owens (Jeffrey Spender/Ufficiale nazista), Nicholas Lea (Alex Krycek/Soldato Nazista), Madison Mason (Capitano Yip Harburg), James Pickens, Jr. (Alvin Kersh/Membro dell'equipaggio giamaicano), Bruce Harwood (John Fitzgerald Byers), Dean Haglund (Richard Langly), Tom Braidwood (Melvin Frohike), Arlene Pileggi (Assistente di Skinner), Laura Hughes (Assistente di Kersh/Cantante).
- Note: l'episodio è strutturato in lunghi piani sequenza. In questo episodio la scritta "The Truth Is Out There" (La verità è là fuori) al termine della sigla è sostituita dalla scritta in tedesco "Die Wahrheit Ist Irgendwo Da Draußen" dal medesimo significato.
 A parte David Duchovny e i membri dei Lone Gunmen, tutti i protagonisti ricorrenti della serie hanno un doppio ruolo in questa puntata.

## Area 51 I
- Titolo originale: Dreamland*
- Diretto da: Kim Manners
- Scritto da: Vince Gilligan, John Shiban e Frank Spotnitz

### Trama
Una soffiata anonima porta finalmente Mulder e Scully alla mecca degli ufologi, l'Area 51. Ma quando gli agenti sono testimoni di un volo di una navicella che ha l'aria di essere aliena, la mente di Mulder si ritrova scambiata, forse permanentemente, con quella di un agente dell'Area 51, Morris Fletcher. Ognuno dei due dovrà capire in che vita è finito e mentre Mulder cercherà di scoprire se esiste un modo per invertire il processo, Morris si godrà l'occasione di fuggire dalla propria quotidianità.
- Altri interpreti: Michael McKean (Morris Fletcher), James Pickens, Jr. (Vicedirettore Alvin Kersh), Nora Dunn (JoAnne Fletcher), Dara Hollingsworth (Christine Fletcher), Tyler Binkley (Terry Fletcher), Michael Buchman Silver (Howard Grodin), John Mahon (Generale Wegman), Scott Allan Campbell (Jeff Smoodge), Julia Vera (Sig.ra Lana Chee), Christopher Stapleton (Capitano Robert McDonough), Eddie Jackson (Copilota), Tom Braidwood (Melvin Frohike), Dean Haglund (Richard Langly), Bruce Harwood (John Fitzgerald Byers).
- Note: la storia continua nel successivo episodio Area 51 II.

## Area 51 II
- Titolo originale: Dreamland II*
- Diretto da: Michael Watkins
- Scritto da: Vince Gilligan, John Shiban e Frank Spotnitz

### Trama
Scully comincia a sospettare che lo strano comportamento del suo partner, poco compatibile con ciò che lei conosce del suo collega, nasconda più di quanto sembri, mentre Mulder combatte per tornare alla normalità della sua vita prima che sia troppo tardi.
- Altri interpreti: Michael McKean (Morris Fletcher), James Pickens, Jr. (Vicedirettore Alvin Kersh), Nora Dunn (JoAnne Fletcher), Dara Hollingsworth (Christine Fletcher), Tyler Binkley (Terry Fletcher), Michael Buchman Silver (Howard Grodin), John Mahon (Generale Wegman), Scott Allan Campbell (Jeff Smoodge), Julia Vera (Sig.ra Lana Chee), Christopher Stapleton (Capitano Robert McDonough), Eddie Jackson (Copilota), Tom Braidwood (Melvin Frohike), Dean Haglund (Richard Langly), Bruce Harwood (John Fitzgerald Byers).
- Note: questo episodio è il seguito di Area 51 I.

## Fantasmi
- Titolo originale: How the Ghosts Stole Christmas
- Diretto da: Chris Carter
- Scritto da: Chris Carter

### Trama
La sera della vigilia di Natale, Mulder convince Scully a lasciar da parte i festeggiamenti e a visitare una celebre casa maledetta. Si imbatteranno in una coppia di spettri malata d'amore che vive all'interno della casa, determinata a mostrare ai temerari visitatori quanto possano essere solitarie le feste natalizie.
- Altri interpreti: Ed Asner (Maurice), Lily Tomlin (Lyda).

## Ecografie
- Titolo originale: Terms of Endearment
- Diretto da: Rob Bowman
- Scritto da: David Amann

### Trama
Mentre una madre è accusata di aver ucciso il suo bambino non ancora nato, Mulder e Scully scoprono che il padre ha degli inquietanti segreti.
- Altri interpreti: Bruce Campbell (Wayne Weinsider), Lisa Jane Persky (Laura Weinsider), Grace Phillips (Betsy Monroe), Chris Owens (Agente Jeffrey Spender), Michael Milhoan (Arky Stevens), Matthew Butcher (Paramedico).

## Il re della pioggia
- Titolo originale: The King Rain
- Diretto da: Kim Manners
- Scritto da: Bell Jackson

### Trama
In un piccolo paese afflitto dalla siccità, Mulder e Scully incontreranno un uomo che sostiene di essere in grado di controllare il tempo atmosferico. Eppure gli agenti scoprono una forza della natura ancora al lavoro, più potente del tempo ed altrettanto imprevedibile.
- Altri interpreti: Clayton Rohner (Daryl Mootz), David Manis (Holman Hardt), Victoria Jackson (Sheila Fontaine), Dirk Blocker (Sindaco Gilmore), Francesca Ingrassia (Cindy Culpepper), Tom McFadden (Dottore).

## S.R. 819
- Titolo originale: S.R. 819
- Diretto da: Daniel Sackheim
- Scritto da: John Shiban

### Trama
Il vicedirettore Walter Skinner è avvelenato da una tossina sconosciuta. Mulder e Scully hanno 24 ore per salvarlo, ma per farlo devono determinare chi lo vuole morto e perché. Nel finale si scopre che la tossina risponde a comando, ed è controllata da Krycek per conto del Consorzio, che quindi ora controlla anche Skinner.
- Altri interpreti: Mitch Pileggi (Walter Skinner), Nicholas Lea (Alex Krycek), Kenneth Tigar (Dott. Plant), Jenny Gago (Dott.ssa Katrina Cabrera), John Towey (Dott. Kenneth Orgel), Raymond J. Barry (Senatore Richard Matheson), Arlene Pileggi (Assistente di Skinner).

## Vita eterna
- Titolo originale: Tithonus
- Diretto da: Michael Watkins
- Scritto da: Vince Gilligan

### Trama
Scully viene a sapere che a lei, ma non a Mulder, è stata data la possibilità di dimostrare il suo valore all'FBI e, in coppia con un nuovo partner, indaga su un fotografo di scene del crimine con una misteriosa abilità che gli permette di arrivare giusto in tempo per assistere agli ultimi momenti delle sue vittime.
- Altri interpreti: Geoffrey Lewis (Alfred Fellig), Richard Ruccolo (Agente Peyton Ritter), James Pickens, Jr. (Vicedirettore Alvin Kersh), Matt Gallini (Assassino).

## Due padri
- Titolo originale: Two fathers
- Diretto da: Kim Manners
- Scritto da: Chris Carter e Frank Spotnitz

### Trama
Una troupe medica, che esegue degli esperimenti su una paziente a bordo di un treno, viene bruciata viva dai ribelli alieni. La paziente è Cassandra Spender, che viene risparmiata, in quanto è la prova vivente del successo della creazione dell'ibrido umano-alieno, da parte del Consorzio.
L'Uomo che fuma racconta i fatti ad un interlocutore sconosciuto, dispiacendosi del fatto che il figlio, Jeffrey Spender, invece di servire il Consorzio, rischia di far venire tutto a galla, a causa delle indagini circa i fatti accaduti alla madre.
Il Consorzio, di contro, cerca di adottare le solite misure evasive. A fine episodio si scopre che l'interlocutore misterioso è Diana Fowley, che giura fedeltà all'Uomo che fuma (che si scopre chiamarsi C.G.B. Spender ed essere stato marito di Cassandra) e al Consorzio.
- Altri interpreti: Mitch Pileggi (Walter Skinner), William B. Davis (L'Uomo che fuma), Nicholas Lea (Alex Krycek), Chris Owens (Jeffrey Spender), Mimi Rogers (Diana Fowley), Brian Thompson (Cacciatore di taglie alieno), Veronica Cartwright (Cassandra Spender), Don S. Williams (Primo Anziano), George Murdock (Secondo Anziano), Al Ruscio (Quarto Anziano), Frank Ertl (Quinto Anziano), Nick Tate (Eugene Openshaw).
- Note: la storia continua nel successivo episodio Un figlio.

## Un figlio
- Titolo originale: One Son
- Diretto da: Rob Bowman
- Scritto da: Chris Carter e Frank Spotnitz

### Trama
Mentre Cassandra rivela la verità circa la cospirazione aliena a Mulder, il suo ex-marito, l'Uomo che fuma, fa lo stesso con l'agente Spender, nel tentativo di convincerlo a lavorare con la cospirazione. Scully e i Lone Gunmen mettono in guardia Mulder da Diana Fowley. Questi, indagando nell'appartamento della collega, trova l'Uomo che fuma che gli confessa un fatto sconcertante: l'alleanza con gli alieni del 1973, atta a creare l'ibrido in grado di distruggere l'umanità al momento dell'invasione, è stata un'azione volta a prendere tempo, al fine di scoprire un vaccino contro il cancro nero da dare all'umanità come arma di difesa. I membri del Consorzio, per dare motivo agli alieni di fidarsi, dovettero sacrificare le loro figlie o mogli, affinché si sottoponessero agli esperimenti alieni. Il padre di Mulder rifiutò, per cui sua figlia, la sorella di Fox, venne prelevata con la forza. Ora che l'ibrido è pronto gli alieni potrebbero anticipare l'invasione. Chiamati a raccolta per consegnare Cassandra, i membri del Consorzio vengono sorpresi dai ribelli senza volto, che bruciano così tutti i membri. Si salvano solo Krycek, Diana Fowley, Jeffrey Spender e l'Uomo che fuma. Quest'ultimo, nel finale, spara al figlio, colpevole di non essersi asservito alla causa del Consorzio.
- Altri interpreti: Mitch Pileggi (Walter Skinner), William B. Davis (L'Uomo che fuma), James Pickens, Jr. (Alvin Kersh), Nicholas Lea (Alex Krycek), Chris Owens (Jeffrey Spender), Mimi Rogers (Diana Fowley), Laurie Holden (Marita Covarrubias), Brian Thompson (Cacciatore di taglie alieno), Veronica Cartwright (Cassandra Spender), Tom Braidwood (Melvin Frohike), Dean Haglund (Richard Langly), Bruce Harwood (John Fitzgerald Byers), Don S. Williams (Primo Anziano), George Murdock (Secondo Anziano), Al Ruscio (Quarto Anziano), Frank Ertl (Quinto Anziano).
- Note: questo episodio è il seguito di Due padri.

## Agua mala
- Titolo originale: Agua Mala
- Diretto da: Rob Bowman
- Scritto da: David Amann

### Trama
Mulder e Scully sono tornati a lavorare sugli X-Files. Arthur Dales invece, ex agente speciale dell'FBI che ora vive in un campo per roulotte della Florida, chiede aiuto agli agenti quando una famiglia vicina scompare con un uragano in avvicinamento. Mulder e Scully si trovano intrappolati dall'uragano con un gruppo di residenti in un palazzo dove nell'acqua si aggira una creatura tentacolare e mostruosa.
- Altri interpreti: Darren McGavin (Arthur Dales), Joel McKinnon Miller (Agente Greer), Valente Rodriguez (Walter Suarez), Diana Maria Riva (Angela Villareal), Jeremy Roberts (George Vincent), Silas Weir Mitchell (Dougie), Nichole Pelerine (Sara Shipley), Max Kasch (Evan Shipley).

## Lunedì
- Titolo originale: Monday
- Diretto da: Kim Manners
- Scritto da: Vince Gilligan e John Shiban

### Trama
Il mondo è intrappolato in un loop temporale, e solo una donna sembra accorgersene. Ogni giorno gli avvenimenti che accadono sembrano leggermente diversi, per il libero arbitrio, sostiene Mulder. Una rapina in banca è però destinata a ripetersi più e più volte fino a che non si riuscirà a fermarla.
- Altri interpreti: Mitch Pileggi (Walter Skinner), Carrie Hamilton (Pam), Darren E. Burrows (Bernard), Wayne Alexander (Agente Arnold), Arlene Pileggi (Assistente di Skinner).

## Arcadia
- Titolo originale: Arcadia
- Diretto da: Michael Watkins
- Scritto da: Daniel Arkin

### Trama
Diverse sparizioni in una comunità idilliaca portano Mulder e Scully ad andare sotto copertura come una coppia sposata. Scoprono ben presto che il presidente dell'associazione dei proprietari di casa prende le regole di convivenza sociale più seriamente di quanto si possa immaginare.
- Altri interpreti: Peter White (Gene Gogolak), Abraham Benrubi (Big Mike), Tom Gallop (Win Shroeder), Marnie McPhail (Cami Shroeder), Debra Christofferson (Pat Verlander), Tim Bagley (Gordy), Tom Virtue (Dave Kline), Juliana Donald (Nancy Kline).

## Alpha
- Titolo originale: Alpha
- Diretto da: Peter Markle
- Scritto da: Jeffrey Bell

### Trama
Un cane asiatico, il Dhole Wanshang, ritenuto estinto, è considerato responsabile di diversi omicidi. Mulder e Scully seguono un ostinato sceriffo, un cacciatore apparentemente eccentrico e un esperto di comportamento canino mentre tentano di catturarlo. Ma il mistero è più grande di quanto appaia.
- Altri interpreti: Andrew Jordt Robinson (Dott. Ian Detweiler), Melinda Culea (Karin Berquest), Thomas F. Duffy (Jeffrey Cahn), James Michael Connor (Jake Conroy), Michael Mantell (Dott. James Riley).

## Trevor
- Titolo originale: Trevor
- Diretto da: Rob Bowman
- Scritto da: Jim Guttridge e Ken Hawryliw

### Trama
Dopo che un campo di prigionia viene distrutto da un tornado, un detenuto evaso è sospettato di avere ucciso il guardiano. Mentre il detenuto dà la caccia alla sua ex ragazza, scopre dove si trova suo figlio e cerca di portarlo via. Mulder e Scully tentano di trovarlo e di scoprire quale sia l'abilità di cui sembra essere dotato.
- Altri interpreti: John Diehl (Wilson 'Pinker' Rawls), Catherine Dent (June Gurwitch), Tuesday Knight (Jackie Gurwitch), Frank Novak (Sovraintendente Raybert Fellowes), David Bowe (Robert Werther), Lamont Johnson (Whaley), Robert Peters (Sergente).

## Milagro
- Titolo originale: Milagro
- Diretto da: Kim Manners
- Scritto da: Chris Carter

### Trama
Ha luogo una serie di omicidi alle cui vittime viene rimosso il cuore. Uno scrittore sta scrivendo un romanzo sugli omicidi prima che essi realmente accadano. Scully si ritrova confusa e stranamente attratta dallo scrittore, che mostra un interesse per lei.
- Altri interpreti: John Hawkes (Phillip Padgett), Nestor Serrano (Ken Naciamento), Angelo Vacco (Kevin), Jillian Bach (Maggie).

## L'innaturale
- Titolo originale: The Unnatural
- Diretto da: David Duchovny
- Scritto da: David Duchovny

### Trama
Mentre lavora a Roswell (New Mexico) nel 1947, il giovane poliziotto Arthur Dales, fratello dell'Arthur Dales che ha iniziato gli X-Files, si imbatte in un giocatore di baseball di colore che nasconde qualcosa della sua vera natura.
- Altri interpreti: Daniel Duchovny (Piney), Fredric Lehne (Arthur Dales giovane), M. Emmet Walsh (Arthur Dales), Jesse L. Martin (Josh Exley), Walter T. Phelan, Jr. (Alieno), Brian Thompson (Cacciatore di taglie alieno), Paul Willson (Ted).
- Note: in questo episodio la scritta "The Truth Is Out There" (La verità è là fuori) al termine della sigla è sostituita dalla scritta "In The Big Inning".

## Tris
- Titolo originale: Three of a kind
- Diretto da: Bryan Spicer
- Scritto da: Vince Gilligan e John Shiban

### Trama
Mentre si trovano a una conferenza a Las Vegas, Nevada, i Pistoleri Solitari rincontrano l'enigmatica Suzanne Modeski. Dopo avere convinto Scully a unirsi a loro, il trio scopre ben presto che il fidanzato di Suzanne sta progettando di usare il suo nuovo farmaco per il lavaggio del cervello per omicidi politici.
- Altri interpreti: Bruce Harwood (John Fitzgerald Byers), Dean Haglund (Richard Langly), Tom Braidwood (Melvin Frohike), Signy Coleman (Susanne Modeski), Charles Rocket (Grant Ellis), John Billingsley (Timmy the Geek), Jim Fyfe (Jimmy the Geek), Michael McKean (Morris Fletcher).
- Nota: riappare in un cameo l'agente Morris Fletcher, precedentemente apparso nel doppio episodio Area 51 di questa stessa stagione.

## Allucinazioni
- Titolo originale: Field trip
- Diretto da: Kim Manners
- Scritto da: Vince Gilligan e John Shiban

### Trama
I resti ossei di una giovane coppia vengono rinvenuti nei campi della Carolina del Nord. Quando Mulder e Scully vanno ad indagare si ritrovano coinvolti in un mortale pericolo, e non sono più sicuri di cosa sia realtà e di cosa sia allucinazione.
- Altri interpreti: Mitch Pileggi (Walter Skinner), Bruce Harwood (John Fitzgerald Byers), Dean Haglund (Richard Langly), Tom Braidwood (Melvin Frohike), Robyn Lively (Angela Schiff), David Denman (Wallace Schiff), Jim Beaver (Medico legale).

## Biogenesi
- Titolo originale: Biogenesis
- Diretto da: Rob Bowman
- Scritto da: Chris Carter e Frank Spotnitz

### Trama
Mulder crede che una serie di oggetti metallici scoperti in Africa siano la prova che la vita abbia avuto origine in altre parti dell'universo. Skinner, ancora avvelenato con le nano sonde e ricattato da Krycek, è costretto a smettere di collaborare con Mulder e Scully sul caso per non metterli in pericolo. Mulder però, esposto all'influenza degli artefatti metallici, mostra segni di malattia mentale, e ciò costringe Scully a intraprendere il viaggio in Africa da sola.
- Altri interpreti: Mitch Pileggi (Walter Skinner), Nicholas Lea (Alex Krycek), Mimi Rogers (Diana Fowley), William B. Davis (Uomo che fuma), Michael Chinyamurindi (Dott. Merkmallen), Murray Rubinstein (Dott. Sandoz), Michael Ensign (Dott. Barnes), Floyd Westerman (Albert Hosteen), Bill Dow (Charles Burks).